# Фінські спадкові захворювання

Історія заселення Фінляндії. Суцільним червоним кольором позначено місце утворення фінського етносу (південна частина краю Саво), помаранчевим штрихуванням — область раннього фінського розселення (XVI століття), за межами червоної смуги — область пізньої колонізації (з середини XVII сторіччя)

Фінські спадкові захворювання (фін. Suomalainen tautiperintö, англ. Finnish heritage diseases) — назва низки спадкових патологій, поширених переважно серед етнічних фінів. Термін «фінські спадкові захворювання» вперше з'явився в медичній літературі 1994 року і відтоді набув досить широкого поширення. Його може бути застосовано приблизно до 40 спадкових патологій. Слід зазначити, що жодне з цих захворювань не обмежене виключно фінськими популяціями, проте вони виявляють високу частоту саме серед них. Ці патології найчастіше зустрічаються на півночі та сході країни. Можна відзначити, що високі частоти окремих захворювань зосереджуються у відокремлених кутках країни і є майже відсутніми серед населення великих міст. Вони не торкаються інших народів, що живуть у Фінляндії — шведів, саамів чи карелів.
Відкриття та вивчення фінських спадкових захворювань сприяли такі умови, як:
- збереження традиційної структури популяцій у межах обмежених географічних регіонів країни;
- високий рівень медичного обслуговування;
- точні записи історії родин у церковно-парафіяльних книгах протягом десяти останніх поколінь.

У середньому 1 із 5 фінів є носієм генетичної вади, пов'язаної хоча б з одним із фінських спадкових захворювань. Більшість із цих захворювань мають аутосомно-рецесивну природу, тобто у випадку, якщо і батько, і мати є носіями однієї і тієї ж мутації, ймовірність народження хворої дитини становить 1/4. Наразі описано та картовано більшість мутацій, що призводять до фінських спадкових патологій, що дозволяє застосовувати генетичне тестування, пренатальну діагностику та генетичне консультування. Поширення у фінських популяціях певних генетичних хвороб також викликає дискусії на тему євгеніки та біоетики.

## Причини виникнення
Переважна частина сучасних фінів походить від невеликої популяції, що утворилася внаслідок переселення уральських племен у проміжку від 4 000 до 2 000 років тому. Геногеографічні дослідження показують низьке генетичне розмаїття фінів у порівнянні з іншими європейськими народами, а також підтверджують наявність ефекту засновника та ефекту пляшкової шийки. Чисельність початкової популяції оцінюється різними дослідниками 3 000 – 24 000 людини. До XIV століття чисельність фінів становила близько 150 тисяч чоловік, які переважно населяли південь історичної області Саво (сучасна Південна Савонія). З XVI століття починається фінська колонізація південно-західних, а потім північних земель. Для цієї колонізації також був властивий локальний ефект засновника, оскільки заселення окремих регіонів країни проводилося невеличкими групами, які надалі майже не мали наступного припливу населення.

## Перелік пов'язаних захворювань
Наразі ідентифіковано 36 фінських спадкових захворювань:
- Амілоїдоз фінського типу
- Аспартилглюкозамінурія
- Аутоімунний поліендокринний синдром, тип 1, з оборотною метафізарною дисплазією або без неї
- Воскоподібні ліпофусцинози нейронів, тип 1
- Воскоподібні ліпофусцинози нейронів, тип 3 (Хвороба Баттена)
- Воскоподібні ліпофусцинози нейронів, тип 5
- Воскоподібні ліпофусцинози нейронів, тип 8 (Північна епілепсія; Епілепсія прогресуюча з розумовою відсталістю)
- М'язова дистрофія-дистрогліканопатія (вроджена з аномаліями мозку та очей), тип А, 3
- Вроджена хлоридна діарея
- Нефротичний синдром, тип 1 (Фінський вроджений нефроз)
- Гідролетальний синдром, тип 1
- Гіпоплазія волосся та хрящів (Метафізарна хондродисплазія, тип Мак-К'юсіка; Синдром Мак-К'юсіка)
- Гліцинова енцефалопатія (Некетотична гіпергліцинемія)
- Гіратна атрофія судинної оболонки та сітківки
- Дисгенезія яєчників, тип 1
- Дитяча спиномозочкова атаксія (Синдром виснаження мітохондріальної ДНК, тип 7)
- Діастрофічна дисплазія
- Епілепсія прогресуюча міоклонічна 1А (Хвороба Унферріхта — Лундборґа)
- Лактазна недостатність, вроджена
- Летальний артрогрипоз із ураженням клітин передніх рогів спинного мозку
- Летальний синдром вродженої контрактури, тип 1
- Мегалобластна анемія-1, фінського та норвезького типу
- М'язова дистрофія великогомілкової кістки, пізня
- Нанізм Мулібрей
- Непереносимість лізинурового білка
- Плоска рогівка, тип 2
- Полікістозна ліпомембранозна остеодисплазія зі склерозною лейкоенцефалопатією (Хвороба Насу–Хаколи)
- Ретиношизис, тип 1, Х-зчеплений, ювенільний
- Прогресивна енцефалопатія з набряком, гіпсаритмією та атрофією зорового нерва
- Синдром GRACILE
- Синдром RAPADILINO
- Синдром Ашера, тип 3A
- Синдром Коена
- Синдром Меккеля
- Сіалурія, фінський тип (Хвороба Салла)
- Хороідермія

З них три є рідкісними причинами карликовості: гіпоплазія волосся та хрящів, діастрофічна дисплазія і нанізм Мулібрей.
Чотири генетично різні підтипи нейронального цероїдного ліпофусцинозу знаходяться у фінській спадщині: CLN1, CLN3, CLN5 і CLN8. Серед порушень, пов'язаних з цими підтипами, включаються дитячий нейрональний цероїдний ліпофусциноз, хворобу Янського—Більшовського та синдром північної епілепсії. З 2001 р. CLN5 та CLN8 реєструвалися майже виключно у Фінляндії.
Синдром Меккеля 1 типу (MKS1) летального стану є відомим серед 48 фінських сімей.

## Інші генетичні захворювання
За оцінками Європейської організації рідкісних захворювань (EURORDIS), існує від 5 000 до 7 000 окремих рідкісних захворювань, від яких страждає від 6 до 8% населення Європейського Союзу. Більшість спадкових захворювань, зареєстрованих у Фінляндії, не є виключно фінськими і їхня поширеність у Фінляндії не вище, аніж у решті світу.
Деякі генетичні захворювання у фінів непропорційно рідкісні. До них відносяться муковісцидоз та фенілкетонурія. У Фінляндії приблизно 1 із 80 осіб є носієм мутації кістозного фіброзу, порівняно із середнім показником 1 із 25 в інших країнах Європи.